# Dirrty
«Dirrty» (с англ. — «Непрристойно») — первый сингл американской певицы Кристины Агилеры из её четвёртого студийного альбома Stripped (2002), выпущенный 14 сентября 2002 года. Песня исполнена при участии рэпера Редмана. Авторами «Dirrty» являются сама Агилера, а также Джаспер Камерон и Балева Мухаммад.
Dirrty была выпущена в 2002 году. В США сингл достиг только 48-й строчки в Billboard Hot 100, хотя в Великобритании и Ирландии песня стала хитом № 1. В Великобритании было продано 285 000 копий сингла. Несмотря на успех «Dirrty», текст песни вызвал бурный шквал критики.
Песня прежде всего запомнилась музыкальным видео, в котором Агилера выдвинула на первый план свою сексуальность. В клипе показаны различные сексуальные фетиши. Тем самым Кристина окончательно сняла с себя ярлык «хорошей девочки».

## Создание песни
Главным соавтором песни был Рокуайлдер, который участвовал в записи «Lady Marmalade». Он же помогал записывать Агилере весь альбом Stripped. В процессе записи «Dirrty» Кристина пригласила рэпера Redman, исполнителя хита «Let's Get Dirty (I Can't Get in da Club)». Таким образом, «Dirrty» стала как бы сиквелом песни Редмана.
«Dirrty» — это модная хип-хоп-песня, написанная в соль-миноре. Текст основан на различных сексуальных подтекстах, например, «давай воплотим свои грязные мысли (это мой трек сейчас звучит!), мне это нужно, чтобы получить сексуальное удовольствие, я буду потеть, пока мне не захочется сбросить с себя всю одежду» (Let’s get dirrty (that’s my jam), I need that, uh, to get me off, Sweat until my clothes come off). Агилера подчеркнула аморальность действий, описывающихся в песне, неправильным написанием слова «Dirrty» (ориг. Dirty).

## Критика

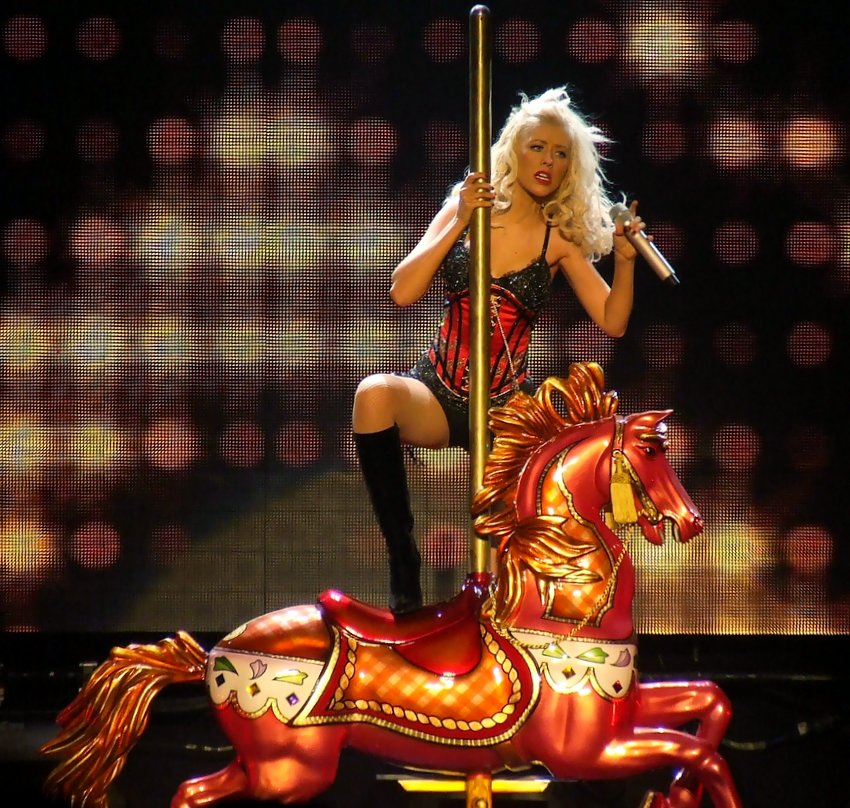
Агилера исполняет «Dirrty» в туре Back to Basics в Дублине, 21 ноября 2006 года

«Dirrty» получила смешанные рецензии. Allmusic назвал песню «непесней» и заявил, что Агилера не раскрыла весь свой вокальный диапазон. Entertainment Weekly поставил синглу низшую оценку D, назвав пение «отчаянным и пронзительным». The Guardian охарактеризовал песню как «просто отвратительная». Но в то же время были и положительные отзывы. Например, Slant Magazine назвал «Dirrty» «лучшей песней с альбома», а Stylus Magazine объявил песню «лучшим синглом 2002 года».
«Dirrty» была номинирована на премию «Грэмми» в категории «Лучшее совместное вокальное поп-исполнение».
Журнал Billboard поместил «Dirrty» на двадцать шестое место в своем списке величайших музыкальных клипов XXI века, назвав его опережающим свое время. Несмотря на споры, «Dirrty» считается самым признанным музыкальным видео Агилеры, а сама певица называет его своим личным фаворитом.

## Видеоклип
Режиссёром клип стал Дэвид Лашапель. Видео начинается с того, что Агилера на мотоцикле приезжает в ночной клуб. В следующей сцене она оказывается в клетке, которая опускается на ринг. На ринге её уже ждёт девушка в маске, и начинается бокс без правил. Параллельно мы видим Кристину, танцующую в топике с открытым животом. Позже она его снимает, и мы можем оценить бикини и мини-юбку Агилеры. Далее мы видим, как Кристина и несколько танцовщиц танцуют в мужском туалете, заполненном водой. В одной сцене Агилера имитирует акт мастурбации.
Клип был невероятно успешным. Он лидировал в запросах MTV, был номинирован на MTV Video Music Awards в номинациях «Лучшее женское видео», «Лучшее танцевальное видео», «Лучшее поп-видео» и «Лучшая хореография». На YouTube просмотры клипа «Dirrty» превысили 150 миллионов.
Несмотря на успех, клип сочли очень откровенным, и для того, чтобы его показывали в дневном эфире, пришлось вырезать некоторые сцены. Например, тот момент, где Кристина поёт «I need that… uhh/To get me off» (Мне нужно это, чтобы получить сексуальное удовольствие), сопровождается имитацией мастурбации. В отредактированной версии этого кадра нет.
В странах Азии (Таиланд, ОАЭ и др.) показ клипа был запрещён.

## Трек-лист
| - American 12" vinyl single 1. "Dirrty" [no rap edit] – 4:01 2. "I Will Be" – 4:12 3. "Dirrty" – 4:58 - European CD maxi single 1. "Dirrty" [no rap edit] – 4:01 2. "I Will Be" – 4:12 3. "Dirrty" – 4:58 4. "Dirrty" (video) – 4:49 | - American CD single 1. "Dirrty" – 5:00 2. "Make Over" – 4:12 - Dance Vault Mixes digital EP 1. "Dirrty" [Tracy Young Radio] – 4:06 2. "Dirrty" [Tracy Young Club] – 8:40 3. "Dirrty" [MaUVe Remix] – 8:11 |

## Чарты
| Чарт(2002–2003)                     | Высшая позиция |
| ----------------------------------- | -------------- |
| Австралия (ARIA)                    | 4              |
| Австралия (ARIA Urban)              | 2              |
| Австрия (Ö3 Austria Top 40)         | 5              |
| Бельгия/Фландрия (Ultratop 50)      | 4              |
| Бельгия/Валлония (Ultratop 50)      | 8              |
| Canada (Canadian Singles Chart)     | 5              |
| Croatia (HRT)                       | 1              |
| Дания (Tracklisten)                 | 4              |
| Europe (European Hot 100 Singles)   | 3              |
| Финляндия (Suomen virallinen lista) | 20             |
| Франция (SNEP)                      | 98             |
| Германия (GfK)                      | 4              |
| Greece (IFPI)                       | 24             |
| Венгрия (Single Top 40)             | 5              |
| Ирландия (IRMA)                     | 1              |
| Италия (FIMI)                       | 8              |
| Нидерланды (Single Top 100)         | 2              |
| Нидерланды (Dutch Top 40)           | 2              |
| Новая Зеландия (Recorded Music NZ)  | 20             |
| Норвегия (VG-lista)                 | 3              |
| Poland (Polish Airplay Chart)       | 18             |
| Portugal (AFP)                      | 7              |
| Romania (Romanian Top 100)          | 94             |
| Шотландия (OCC Scotland)            | 1              |
| Slovenia (RTV)                      | 6              |
| Испания (PROMUSICAE)                | 3              |
| Швеция (Sverigetopplistan)          | 6              |
| Швейцария (Schweizer Hitparade)     | 3              |
| Великобритания (OCC UK Singles)     | 1              |
| Великобритания (OCC UK Hip Hop/R&B) | 1              |
| США (Billboard Hot 100)             | 48             |
| США (Billboard Pop Airplay)         | 14             |
| США (Billboard Rhythmic)            | 20             |

| Чарт(2002)                        | Позиция |
| --------------------------------- | ------- |
| Australia (ARIA)                  | 36      |
| Australian Urban (ARIA)           | 12      |
| Austria (Ö3 Austria Top 40)       | 65      |
| Belgium (Ultratop 50 Flanders)    | 33      |
| Belgium (Ultratop 50 Wallonia)    | 53      |
| Canada (Nielsen SoundScan)        | 15      |
| Europe (Eurochart Hot 100)        | 50      |
| Germany (Official German Charts)  | 43      |
| Ireland (IRMA)                    | 19      |
| Netherlands (Dutch Top 40)        | 45      |
| Netherlands (Single Top 100)      | 16      |
| Sweden (Sverigetopplistan)        | 49      |
| Switzerland (Schweizer Hitparade) | 22      |
| Taiwan (Yearly Singles Top 100)   | 36      |
| UK Singles (OCC)                  | 30      |

| Чарты(2003)                    | Позиция |
| ------------------------------ | ------- |
| Austria (Ö3 Austria Top 40)    | 58      |
| Belgium (Ultratop 50 Flanders) | 78      |
| Ireland (IRMA)                 | 67      |
| Netherlands (Single Top 100)   | 53      |
| Sweden (Sverigetopplistan)     | 97      |

| Чарт(2000–2009)              | Позиция |
| ---------------------------- | ------- |
| Netherlands (Single Top 100) | 49      |

## Сертификации
| Регион | Сертификация | Продажи |
| --- | ------------ | ------- |
| Австралия (ARIA) | Платиновый   | 70 000^ |
| Бельгия (BEA) | Золотой      | 25 000* |
| Дания (IFPI Danmark) | Золотой      | 4000^   |
| Нидерланды (NVPI) | Золотой      | 40 000^ |
| Новая Зеландия (RMNZ) | Золотой      | 5000*   |
| Норвегия (IFPI Norway)                                                                                                   | Платиновый   | 17,500  |
| Швеция (GLF) | Платиновый   | 30 000^ |
| Швейцария (IFPI Switzerland)                                                                                             | Золотой      | 20 000^ |
| Великобритания (BPI) | Платиновый   | 600,000 |
| * Данные о продажах приведены только на основе сертификации. ^ Данные о тиражах приведены только на основе сертификации. |              |         |